# Lypotigris
Lypotigris là một chi bướm đêm thuộc họ Crambidae.

## Các loài
- Lypotigris fusalis (Hampson, 1904)
- Lypotigris reginalis (Stoll in Cramer & Stoll, 1781)